# Indicatori e marcatori
Indicatori e marcatori (indicators e markers nella denominazione anglosassone) sono delle variabili linguistiche introdotte nel 1966 dal sociologo statunitense William Labov.
Secondo Labov, nella lingua parlata possono esserci delle variazioni che non sono casuali ma dipendono da vari fattori, principalmente di carattere sociale. 

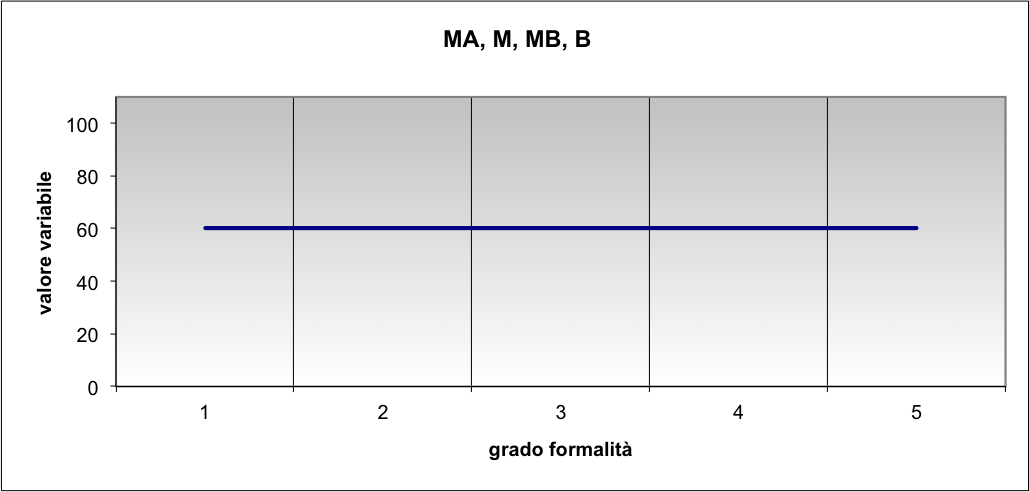
Figura 1. Esempio grafico indicatore.

Si consideri il grafico in Figura 1. Sull'asse delle ascisse è indicato il grado di formalità della comunicazione, da 1, che indica un tono molto informale, a 5, che indica una parlata molto formale. L'asse delle ordinate, invece, riporta il valore assunto da una variabile, ad esempio la percentuale di volte in cui è pronunziata in un modo piuttosto che in un altro; tali dati sono riportati per diverse classi sociali di ipotetici parlanti, bassa, B, medio - bassa, MB, media, M, medio-alta, MA. Si supponga, inoltre, che la variabile assuma un valore più alto al migliorare dello stile; se ad esempio l'oggetto di studio è la pronuncia in lingua standard ed in lingua regionale di una variabile, il valore potrebbe indicare la percentuale di volte che essa è pronunciata in lingua standard.
Se non c'è variazione stilistica, ovvero se ogni gruppo, indipendentemente dallo stile e dal contesto, assume sempre lo stesso comportamento linguistico, si ottiene, per ciascuna classe sociale, un grafico in cui la variabile assume sempre la stessa variante e, quindi, il medesimo valore. In tal caso, secondo la denominazione laboviana, si parla di indicatori.
Viceversa, si è in presenza di una variabile definita marcatore o contrassegno quando, passando da uno stile più informale a uno più formale, le risposte cambiano e si indirizzano verso il tratto più prestigioso; in altri termini, qualunque sia la classe sociale, il valore assunto dalla variabile cambia all'aumentare del formalismo della conversazione spostandosi verso la forma di stile più alto. Ne consegue che quando c'è correlazione con lo stile il gruppo non adotta sempre lo stesso comportamento ma tenderà a modificarlo in base alla situazione. Tale caratteristica è mostrata nel grafico di Figura 2.

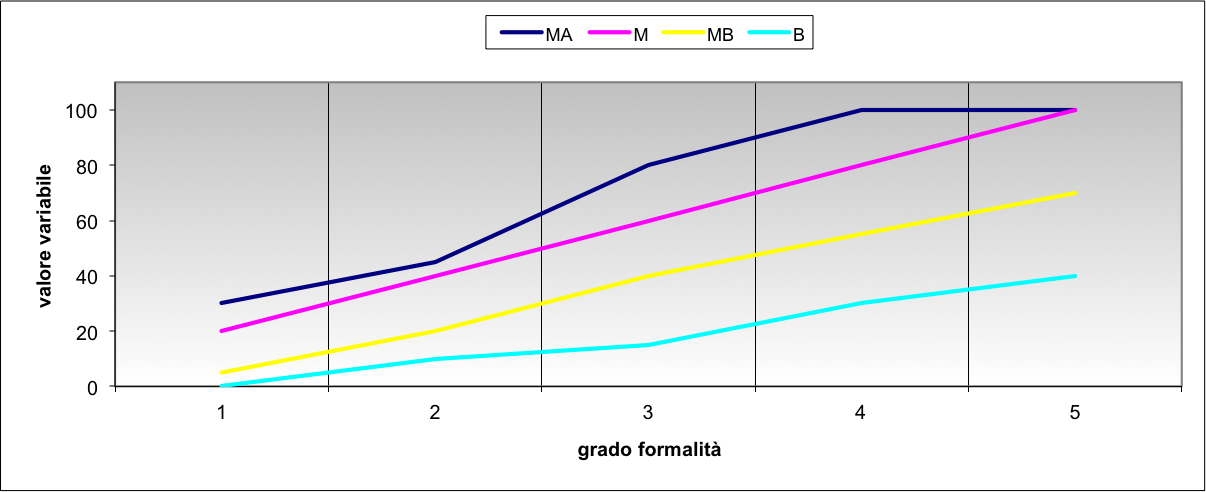
Figura 2. Esempio grafico marcatore.

Nei suoi studi Labov per definire gli indicatori e i marcatori fa riferimento a due concetti, stratificazione sociale e stratificazione stilistica. L'indicatore è una variabile che ha solo stratificazione sociale, cioè correlata a una delle dimensioni relative alle caratteristiche socio-biografiche del parlante; invece, i marcatori sono variabili che oltre alla stratificazione sociale sono caratterizzati anche da una stratificazione stilistica in quanto correlata allo stile che il parlante assume in circostanze diverse. Pertanto “nel caso degli indicatori, ogni individuo userà sempre la stessa variante, che dipenderà dalle sue caratteristiche socio-biografiche. Nel caso dei contrassegni, invece, ogni parlante selezionerà l'una o l'altra variante in base alla formalità della situazione comunicativa in cui si trova. Per questa ragione si dice anche che un contrassegno è una variabile più sviluppata, ossia più complessa, rispetto a un indicatore”.
Dunque, gli studi di Labov sono incentrati sulla determinazione di variabili con stratificazione sociale e/o stratificazione stilistica. In particolare tale analisi fu effettuata relativamente alla variabile (r) e alla variabile (th) nella parlata di New York City. 
Innanzitutto Labov si preoccupò di risolvere un problema di carattere metodologico. Infatti, egli intendeva ottenere dati affidabili che fossero relativi alla parlata quotidiana, quella che normalmente si ha in famiglia o con i pari, piuttosto che una parlata formale tipica di un'intervista. In altri termini egli intendeva studiare “the systematic use of rapid and anonymous observations in a study of the sociolinguistic structure of the speech community.”  Pertanto nello Studio nei grandi magazzini a New York Labov effettuava una domanda, da comune acquirente, agli intervistati, dipendenti del magazzino, ignari di essere oggetto di studio. In seguito, tuttavia, la necessità di dati più ricchi e precisi richiese “long interviews with individuals whose social position and geographic history is known; here the problem of stylistic variation becomes paramount.”
Con la grafia inglese th, non presente in Italiano, si possono rappresentare due suoni; in un caso si tratta di fricativa dentale sorda [θ], come nelle parole thing, three, both, nell'altro di fricativa dentale sonora [ð], come nell'articolo the, ovvero in that, this.
In particolare, Labov osserva che ci sono tre possibilità di pronuncia della prima variabile che egli identifica come (th), mentre la seconda è identificata con (dh). Tali varianti sono: 
[θ], pronuncia standard, fricativa dentale sorda, ovvero con passaggio di aria nella bocca, in contrapposizione alle occlusive, con la punta della lingua che tocca gli incisivi superiori e senza vibrazione delle corde vocali;
[t], variante non standard, occlusiva dentale sorda, ovvero generata mediante il blocco del flusso d'aria di bocca, laringe e faringe ed il conseguente rilascio rapido; esempio italiano è la pronunzia della parola tetto;
[tθ], pronuncia non standard, intermedia tra le precedenti, affricata dentale sorda, costituita da una prima fase occlusiva, seguita da una fricativa.
Dunque, nella città di New York la parola fourth può essere pronunciata [fɔːθ], [fɔːt], oppure [fɔːtθ]. 
In tale studio sono considerati quattro stili:
- enunciati ordinari (EO), ovvero la parlata comune e spontanea;
- enunciati ricercati (ER), in cui il parlante ha maggior controllo della pronuncia;
- stile di lettura (SL), ovvero la lettura da parte dell'intervistato di un brano e brevi frasi che contengono la variabile oggetto di studio;
- lista di parole (LP), basata sulla lettura di parole che contengono il suono di interesse.

Gli intervistati sono suddivisi per classe socio-economica:
- sottoproletariato;
- classe operaia;
- classe medio-bassa, con due sottogruppi;
- classe medio-alta.

I risultati ottenuti da Labov sono riportati in Figura 3. L'ascissa del grafico indica lo stile, l'ordinata indica la percentuale di volte in cui non si utilizza la pronuncia standard. 
Dal grafico si evince che il sottoproletariato è la classe sociale che più si allontana dalla pronuncia standard ottenendo una curva sopra di quelle relative alle altre classi. Al contrario la classe medio-alta è caratterizzata da una curva sotto quella di ciascuna altra classe. Ciò indica la presenza di una stratificazione sociale regolare che mostra come le varie classi, definite in termini sociologici e non linguistici, si comportano regolarmente dal punto di vista linguistico, assumendo ciascuna un comportamento stilisticamente migliore con l'aumentare del grado di formalità. Pertanto, c'è anche una stratificazione stilistica, dovuta al fatto che ogni classe modifica il comportamento in funzione della situazione. Dunque, la variabile (th) è un marcatore o contrassegno.
È importante osservare che ciascuna classe ha una curva caratteristica decrescente che non ha mai valore 100 o 0. In altri termini in nessun caso si ha esclusivamente l'uso della variante fricativa, ovvero il suo totale inutilizzo. Si noti, infatti, che sebbene la curva di ciascuna classe si avvicini allo 0% in corrispondenza della lista di parole, nessuna raggiunge tale valore; similmente, la curva della classe sottoproletariato, nella situazione meno formale, parte da un valore pari al 90%. 
Il grafico consente anche delle osservazioni relative alla comunità linguistica, concetto già visto in 1.3. Attraverso l'analisi dei risultati ottenuti, Labov vede la comunità linguistica come un insieme di persone che possono avere comportamenti linguistici diversi ma che condividono la valutazione delle varianti. Infatti, si può osservare come ciascun gruppo, qualunque sia il livello sociale, al crescere della formalità della discussione si orienta verso la medesima scelta, ovvero la stessa variante. Dunque, secondo il Nostro, i membri di una comunità linguistica possono anche avere modi di parlare diversi nel linguaggio quotidiano ma condividono giudizi e valutazioni sugli usi linguistici.